# Кіангге
4°53′55″ пн. ш. 114°56′02″ сх. д. / 4.89861° пн. ш. 114.93389° сх. д.
Кіангге — один з 18 мукімів (районів) округи (даера) Бруней-Муара, Бруней.

## Райони
- Кампонг Кіанггеh
- Кампонг Беранган
- Кампонг Тасек Лама
- Паданг
- Кампонг Сумбілінг
- Каwасан Пусат Сейараh
- Каwасан Яясан Султан Найі Нассанал Болкіаh
- Каwасан Пердаганган Бумі Путера